# NGC 7137
NGC 7137 é uma galáxia espiral barrada (SBc) localizada na direcção da constelação de Pegasus. Possui uma declinação de +22° 09' 35" e uma ascensão recta de 21 horas, 48 minutos e 13,0 segundos.
A galáxia NGC 7137 foi descoberta em 17 de Novembro de 1784 por William Herschel.